# 次世代電子商取引推進協議会
次世代電子商取引推進協議会（じせだいでんししょうとりひきすいしんきょうぎかい・略称 ECOM）は、電子商取引のルール策定、国際標準化活動、政府への提言を行っていた日本の団体である。
2000年4月発足した電子商取引推進協議会を発展的解消し、2005年に発足した。会長は後藤卓也（花王株式会社取締役会会長）。会員数157（2008年3月時点）。2010年3月に解散した。
- 電子タグ／トレーサビリティグループ
- EC安全・安心グループ
- IT活利用グループ
- 情報共有化基盤整理グループ
- 国際連携グループ
- 普及・広報グループ

に分かれ活動していた。
事務局は財団法人日本情報処理開発協会内に設けられていた。